# I Heard They Suck Live!!
I Heard They Suck Live!! es un disco en directo de NOFX grabado en un concierto en Hollywood, California, entre el 8 y el 9 de enero de 1995. Fat Mike dijo en su web que el concierto tuvo lugar en el club Roxy de Hollywood.
Todas las canciones son de NOFX excepto una, "Nothing but a Nightmare (sorta)", de Rudimentary Peni, un grupo de anarco-punk inglés. Es el primer disco que la banda saca con Fat Wreck Chords.

## Listado de canciones
1. "Intro" – 1:46
2. "Linoleum" – 2:15
3. "You're Bleeding" – 2:36
4. "Moron Brothers" – 3:09
5. "Punk Guy" – 1:09
6. "Bob" – 2:36
7. "Life O'Riley" – 3:31
8. "You Drink, You Drive, You Spill" – 1:06
9. "Nothing but a Nightmare (sorta)" – 1:53
10. "East Bay" – 1:53
11. "Soul Doubt" – 3:00
12. "Kill All The White Man" – 3:43
13. "Beer Bong – 2:16
14. "Six Pack Girls – 1:12
15. "Together On The Sand" – 1:07
16. "Nowhere" – 1:37
17. "The Brews" – 2:41
18. "Buggley Eyes" – 1:31
19. "Outro" – 0:53

- Datos: Q168573